# Енеда Тарифа
Енеда Тарифа (алб. Eneda Tarifa; Тирана, Албанија, 30. март 1982) албанска је поп певачица, глумица и телевизијска водитељица. По образовању је дипломирани социолог и филозоф.
Са песмом  (алб. Përrallë; срп. Бајка) представљала је Албанију на Песми Евровизије 2016. у Стокхолму, где је заузела 16. место у другом полуфиналу и није успела да се пласира у финале такмичења.
Удата је и има једну кћерку.

## Биографија
Енеда Тарифа рођена је у Тирани 30. марта 1982. године. Још у основној школи учествовала је у разним музичким и глумачким секцијама, а по окончању средње школе уписала је студије филозофије и социологије на Албанском државном универзитету у Тирани.
Широј јавности у својој земљи постала је позната по учешћима у такмичарском делу програма најпопуларнијих музичких фестивала у Албанији, Kënga Magjike и Festivali i Këngës. Први велики успех остварила је на фестивалу Top fest 2010 на којем је успела да освоји прву награду, а њена песма Më veten постала је велики хит, како у Албанији тако и међу албанском дијаспором широм Европе. Исте године Енеда почиње да води властиту талк-шоу емисију под насловом Portokalli на приватној телевизији Top Channel..
Након што је Албанија 2004. године постала учесник Песме Евровизије, традиционални музички фестивал Festivali i Këngës — иначе један од најстаријих континуираних фестивала у Европи — постаје уједно и изборно такмичење за Евросонг, и његов победник стиче право да представља земљу на тој паневропској музичкој манифестацији. 
Енеда Тарифа је након паузе од неколико година 2015. поново учествовала на том фестивалу, и са песмом Përrallë (срп. Бајка) успела да освоји прво место и на тај начин постане тринаести представник Албаније на Песми Евровизије. Тарифа је наступила у другој полуфиналној вечери Песме Евровизије 2016. у Стокхолму — одржаној 12. маја — где је извела енглеску верзију своје песме под називом Fairytale. Са освојених 45 бодова заузела је 16. место и није се пласирала у финале које је одржано два дана касније..